# Funny Girl (musical)
Funny Girl es un musical basado en un guion de Isobel Lennart, con música de Jule Styne, letras de Bob Merrill y protagonizado por Barbra Streisand. 
La obra está basada en la vida y la carrera de Fanny Brice y su tormentosa relación con el jugador profesional Nicky Arnstein. Inicialmente el título era My Man (tema que popularizó Fanny Brice en los años 20).
El espectáculo estaba producido por Ray Stark quién, en realidad, era el yerno de Fanny Brice, ya que este se casó con su hija, Frances; La producción estuvo nominada para ocho premios Tony Awards pero, enfrentándose a la dura competidora Hello, Dolly!, no ganó en ninguna de las categorías.

## Antecedentes
Ray Stark había comprado los derechos de la biografía autorizada de Fanny Brice, basada en grabaciones que ella había dictado. Le costó 50.000 dólares retener la publicación de The Fabulous Fanny (título que le dio su autor). Stark contrató a Ben Hecht para escribir un guion para realizar una película pero, ni Hecht ni ninguno de los diez guionistas que le sucedieron fueron capaces de entregar una versión que contentara a Stark. Finalmente, Isobel Lennart, entregó My Man con el beneplácito de Stark y de  Columbia Pictures, que ofrecieron a Stark 400.000 dólares más un porcentaje de los beneficios por la propiedad de la obra. Pero Stark se negó, ya que había decidido producir una obra musical en vez de una película, y pidió a Jule Styne y Bob Merrill que aportaran la música y las canciones.

## Sinopsis
Localizado en Nueva York y cercanías, justo antes y después de la Primera Guerra Mundial. Fanny Brice protagoniza las famosas Ziegfeld Follies, mientras espera el regreso de su marido, Nick Arnstein, de la cárcel, rememora su vida juntos utilizando el método racconto.
Fanny es mostrada como una joven inquieta que se abre camino en el vaudeville. En su ascenso como comediante y cantante conoce al sofisticado Nick Arnstein. Se enamoran y se casan. Cuando Fanny se convierte en estrella de Ziegfeld, los negocios de Nick van de mal en peor hasta que le detienen por malversación de fondos. 
La obra termina donde empieza: Nick llega, y él y Fanny deciden separarse.

### Acto I
Fanny es una adolescente aficionada al teatro que consigue su primer trabajo en vodevil. Su madre y la amiga de su madre, la Sra. Strakosh, intentan disuadirla del mundo del espectáculo porque Fanny no es la típica belleza ("If a Girl Isn't Pretty"). Pero Fanny persevera ("I'm the Greatest Star") y es ayudada y animada por Eddie Ryan, un bailarín que conoce en los espectáculos de vodevil. Una vez que la carrera de Fanny despega, Eddie y la Sra. Brice se lamentan de que una vez que ella esté en Broadway se olvidará de ellos ("Who Taught Her Everything?"). Fanny interpreta un número supuestamente romántico en los Follies, pero lo convierte en una rutina cómica clásica, terminando el número como una novia embarazada ("His Love Makes Me Beautiful"), provocando un alboroto.
Conoce al sofisticado y apuesto Nicky Arnstein, que acompaña a Fanny a la fiesta de inauguración de su madre en "Henry Street". Fanny se enamora claramente de Nick, al tiempo que reconoce sus complejas vulnerabilidades ("People"). Más tarde se encuentran en Baltimore y tienen una cena privada en un restaurante ostentoso y declaran sus sentimientos ("You Are Woman, I Am Man"). Fanny está decidida a casarse con Nick, a pesar de su pasado de jugador ("Don't Rain on My Parade").

### Acto II
Los dos se casan y se mudan a una mansión en Long Island ("Sadie, Sadie"). Mientras tanto, la Sra. Strakosh y Eddie sugieren a la Sra. Brice que busque un hombre con quien casarse, ahora que su hija la mantiene ("Find Yourself a Man"). Fanny se ha convertido en una gran estrella con las Ziegfeld Follies ("Rat-Tat-Tat-Tat"). Nick le pide a Ziegfeld que invierta en un casino de juego, pero aunque Ziegfeld se niega, Fanny insiste en invertir. Cuando la empresa fracasa y pierden el dinero, Fanny intenta quitarle importancia, lo que lleva a Nick a involucrarse en un turbio negocio de fianzas, que acaba con su arresto por malversación de fondos. Fanny se siente impotente pero más fuerte que nunca en su amor por él ("La música que me hace bailar").
En el presente, Fanny espera la llegada de Nick y tiene tiempo para reflexionar sobre su situación. Nick llega, recién salido de la cárcel, y él y Fanny deciden separarse. A ella se le rompe el corazón, pero decide retomar su vida ("Don't Rain on My Parade (Reprise)").

## Producción
Antes de que Barbra Streisand fuera elegida para el papel, otras actrices fueron consideradas; entre ellas: Mary Martin, Anne Bancroft, Carol Burnett y Eydie Gormé. 
En noviembre de 1962, Jule Styne y su esposa fueron al Bon Soir para ver a Streisand. Styne se mostró entusiasmado desde el principio. El equipo de producción fue a ver el espectáculo de Streisand las cinco noches siguientes. Finalmente, el 25 de julio de 1963, Ray Stark anunció que Streisand había sido contratada para el papel de Fanny Brice. 
El primer ensayo de la obra fue el 6 de diciembre de 1963.
Los productores de la obra se mostraron reticentes a estrenar en Broadway antes de que estuviera lista. Así, decidieron preestrenar la obra en Philadelphia, Baltimore, Boston y New Haven, entre los meses de enero y marzo de 1964, donde nuevas escenas eran escritas, otras se quitaban, y canciones y diálogos eran añadidos o eliminados. Estos cambios permitían al director evaluar como estos eran recibidos por el público sin miedo al juicio de los críticos.  
La obra fue finalmente estrenada el 26 de marzo de 1964 en el Winter Garden Theatre y fueron realizadas 1.348 representaciones. Streisand dejó la obra el 26 de diciembre de 1965
Además de Streisand, en el cartel original también figuraban Sydney Chaplin, Kay Medford, Danny Meehan, Jean Stapleton, y Lainie Kazan.
Streisand representó la obra en el West End londinense, en el Prince of Wales Theatre del 13 de abril al 16 de julio de 1966 bajo la dirección de Lawrence Kasha.

## Funny Girl Broadway / Créditos
- Música: Jule Styne
- Letras: Bob Merrill
- Guion: Isobel Lennart
- Historia original: Isobel Lennart
- Escenificación de números musicales: Carol Haney
- Escenario e iluminación: Robert Randolph
- Vestuario: Irene Sharaff
- Director musical: Milton Rosenstock
- Orquestaciones: Ralph Burns
- Arreglos vocales: Buster Davis
- Producción supervisada por: Jerome Robbins
- Director: Garson Kanin
- 1964 Cast (por orden de aparición)
  - Barbra Streisand ... Fanny Brice
  - Royce Wallace ... Emma
  - Kay Medford ... Mrs. Brice
  - Jean Stapleton ... Mrs. Strakosh
  - Danny Meehan ... Eddie Ryan
  - Sydney Chaplin ... Nick Arnstein
  - Roger De Koven ... Florenz Ziegfeld
  - Coristas: Prudence Adams, Joan Cory, Diane Coupe, Lainie Kaza, Diana Lee Nielsen, Sharon Vaughn, Rosemarie Yellen

## Álbum
Aunque Columbia Records no grabó el álbum, hay que mencionar que Barbra sí grabó para esta firma, el 20 de diciembre de 1963 en el Estudio A de Columbia en Nueva York, cuatro versiones de estudio de temas del espectáculo, a saber: "People", "I Am Woman", "Who Are You Now" y "Cornet Man"; las cuatro producidas por Mike Beniker y arregladas por Peter Matz que se editaron en "singles" promocionales. Esta versión de "People" fue la que terminó convirtiéndose en un clásico y que se incluyó en el álbum "People" editado en septiembre de 1964.  
La razón por la que Columbia Records no grabó el álbum fue que Capitol  invirtió un tercio del coste total de la producción y, Ray Stark, a cambio, negoció con la Columbia permitir a Capitol Records publicarlo. El álbum llegó al número 2 de Billboard 200
El álbum fue grabado en un solo día, el 5 de abril de 1964, en el Manhattan Center de Nueva York y publicado a finales de ese mes.

## Lista de temas
| Acto I 1. Oberture 2. "If a Girl Isn't Pretty" Mrs. Strakosh, Mrs. Brice, Eddie Ryan and People 3. "I'm the Greatest Star" Fanny Brice 4. "Cornet Man" Fanny Brice, Snub Taylor and Keeney Chorus 5. "Who Taught Her Everything?" Mrs. Brice and Eddie Ryan 6. "His Love Makes Me Beautiful" Ziegfeld Tenor, Ziegfeld Girls and Fanny Brice 7. "I Want to Be Seen With You Tonight" Nick Arnstein and Fanny Brice 8. "Henry Street" Henry Street Neighbors 9. "People" Fanny Brice 10. "You Are Woman, I Am Man" Nick Arnstein and Fanny Brice 11. "Don't Rain on My Parade" Fanny Brice Act II 1. "Sadie, Sadie" Fanny Brice and Friends 2. "Find Yourself a Man" Mrs. Strakosh, Mrs. Brice and Eddie Ryan 3. "Rat-Tat-Tat-Tat" Ziegfeld Company and Fanny Brice 4. "Who Are You Now?" Fanny Brice 5. "The Music That Makes Me Dance" Fanny Brice 6. "Don't Rain on My Parade (Reprise) " Fanny Brice |

## Lista de ventas
| \| US Billboard Pop Albums Chart (1964) \| \| \| ------------------------------------ \| --- \| \| Posición más alta \| 2 \| \| Semanas en lista \| 51 \| \| Certificación \| ORO \| |     |
| US Billboard Pop Albums Chart (1964) |     |
| Posición más alta | 2   |
| Semanas en lista | 51  |
| Certificación | ORO |

## Grammy Awards
| \| Grammy Awards (1964) \| \| \| ------------------------------------------ \| ------ \| \| Grammy Award for Score Original Cast Album \| PREMIO \| |        |
| Grammy Awards (1964) |        |
| Grammy Award for Score Original Cast Album | PREMIO |

En enero de 2006, el álbum fue incluido en el Grammy Hall of Fame

## Créditos
- Producción: Dick Jones
- Música: Jule Styne
- Letras: Bob Merrill
- Dirección musical: Milton Rosenstock
- Orquestaciones: Ralph Burns
- Fotografía: Henry Grossman